# Вила Албедо
Вила Албедо је етно комплекс, центар за туризам и културу и зачетник сеоског туризма у шабачком крају. Налази се у селу Варни, у подножју планине Цер, на десетак километара од центра Шапца.
Комплекс се састоји од куће за госте и породичне куће у чијем саставу су кухиње и трпезарија, великог трема, трема са етно поставком, фуруна, ковачница, амбар, атеље, соба за радионица... и све то у великом уређеном дворишту са зеленилом и цвећем. Двориште је погодно за активни одмор, организовање разних културних манифестација и колонија.

## Активности
Од званичног оснивања 21. јуна 2006. године, њен оснивач, породица Ковачевић, се труди да туристичку понуду не сведе на само изнајмљивање смештаја, већ да кроз низ културних манифестација, организовањем сликарских колонија и Пројектом Значај сеоског туризма у развоју села, употпуни потребу села за културним животом.
На Светски дан туризма 27. септембра 2011. године у Туристичкој организацији Србије, на свечаној додели признања, Вили Албедо је додељено највише признање у туризму – Туристички цвет.

### Ликовне колоније и изложбе
У периоду од 2005. до 2015. године организовано је дванаест колонија, од којих је шест пута Вила Албедо била домаћин руским сликарима у сазивима који су се под покровитељством града Шапца организовали кроз пројекат „Србија очима руских сликара”.
На завршетку сваке колоније биле су изложбе уз разне програме, од модних ревија етно модела, перформанси са ватром, преко музичких вечери и сајма зимнице домаћица из села, до изложбе сувенира и промоција.

### Филмске пројекције
Филмске пројекције су саставни део неке организоване манифестације, претежно на њеном крају. Тако да је многобројним посетиоцима представљени филмови о Ружици Сокић, обележен „Дан заљубљених”, филм „Ашиков гроб” , у којем је екранизованаприча о трагичној љубави Павла и Ђуле и ауторски филмови Бранка Станковића.

### Етно двориште
Кроз манифестацију Етно двориште, од 2011. године тематски се обележавају догађаји значајни за нашу историју, културу и екологију као што су обележавање сто година од Церске битке, промоција „Недеље културе” или акција уређења центра села, са ученицима школе у Варни.